# Libei
Libei är en köping i Kina. Den ligger i provinsen Jiangxi, i den sydöstra delen av landet, omkring 120 kilometer söder om provinshuvudstaden Nanchang. Antalet invånare är 11 895. Befolkningen består av 5 622 kvinnor och 6 273 män. Barn under 15 år utgör 24,0 %, vuxna 15-64 år 68 %, och äldre över 65 år 7,0 %.
Runt Libei är det ganska tätbefolkat, med 124 invånare per kvadratkilometer. Närmaste större samhälle är Fenggang, 13,7 km sydost om Libei. I omgivningarna runt Libei växer i huvudsak blandskog.
Genomsnittlig årsnederbörd är 2 281 millimeter. Den regnigaste månaden är juni, med i genomsnitt 426 mm nederbörd, och den torraste är oktober, med 17 mm nederbörd.